# برونوویتسه (شهرستان ژاری)
برونوویتسه (شهرستان ژاری) (به لهستانی: Bronowice}} یک روستا در لهستان است که در گمینا تژبیل واقع شده‌است. برونوویتسه ۳۷۰ نفر جمعیت دارد.